# وزارة الشباب والرياضة (لبنان)
وزارة الشباب والرياضة هي الجهة الحكومية في لبنان التي تُعنى بالحركة الرياضية والشبابية والكشفية في البلاد، مقرها في العاصمة اللبنانية بيروت، تأسست في العام 2000 

## هيئات
ينضوي تحت إشراف الوزارة مجموعة من الهيئات المرخّصة كما يلي:

### الهيئات الرياضية
تشمل الجمعيات والاتحادات العاملة في مجال الرياضة:

#### الإتحادات الرياضية
من مهام هذه الإتحادات: تنظيم شؤون اللعبة، إقامة البطولات والنشاطات الرياضية، تحضير المنتخبات وتأمين التمثيل والمشاركة.
- الاتحاد اللبناني الرياضي الجامعي
- الاتحاد اللبناني لألعاب القوى،
- الاتحاد اللبناني لرفع الأثقال والقوة والتربية البدنية
- الاتحاد اللبناني لكرة السلة
- الاتحاد اللبناني لكرة الطاولة
- الاتحاد اللبناني لكرة القدم
- الاتحاد اللبناني لكرة اليد
- الاتحاد اللبناني للأسكواش
- الاتحاد اللبناني للبريدج
- الاتحاد اللبناني للتايكواندو
- الاتحاد اللبناني للتجذيف
- الاتحاد اللبناني للتزلج المائي
- الاتحاد اللبناني للتزلج على الثلج
- الاتحاد اللبناني للتنس
- الاتحاد اللبناني للجمباز
- الاتحاد اللبناني للجودو
- الاتحاد اللبناني للدراجات
- الاتحاد اللبناني للرماية والصيد
- الاتحاد اللبناني للريشة الطائرة (بادمنتون)
- الاتحاد اللبناني للسباحة
- الاتحاد اللبناني للسلاح
- الاتحاد اللبناني للشطرنج
- الاتحاد اللبناني للغولف
- الاتحاد اللبناني للفروسية
- الاتحاد اللبناني للقوس والنشاب
- الاتحاد اللبناني للكاراتيه
- الاتحاد اللبناني للكرة الطائرة
- الاتحاد اللبناني للكيك بوكسينغ
- الاتحاد اللبناني للمصارعة
- الاتحاد اللبناني للملاكمة
- الاتحاد اللبناني للووشو
- الاتحاد اللبناني لليخوت
- الاتحاد اللبناني للجوجيستو

#### الجمعيات الرياضية
هي جميعات أو نوادي تتضمن مجموعة من الأفراد الذين تربط بينهم غايات رياضية وتمارس نشاطاتها وفقا للقوانين والأنظمة المرعية.

### الهيئات الشبابية
تشمل الجمعيات والاتحادات العاملة في مجال الشباب، منها:
- جمعيات صيفيات الاولاد والاتحاد اللبناني لصيفات الاولاد.
- جمعيات العمل التطوعي.
- جمعيات الانشطة التراثية.
- الاتحاد اللبناني لبيوت الشباب تأسس سنة 1965
- جمعيات بيوت الشباب

### الهيئات الكشفية
تشمل الجمعيات والاتحادات العاملة في مجال الكشافة، منها:
- اتحاد كشاف لبنان
- الاتحاد اللبناني للمرشدات والدليلات
- جمعيات الكشافة
- جمعيات المرشدات والدليلات

## روابط خارجية
- وزارة الشباب والرياضة